# Miguel de Barrios
Miguel de Barrios y Valle o Miguel Daniel Leví de Barrios y Valle (Montilla, Provincia de Córdoba, 3 de noviembre de 1635 - Ámsterdam, febrero de 1701), fue un militar, poeta, historiador, dramaturgo y filósofo sefardí.

## Biografía
Era hijo de Simón de Barrios (de nombre judío Jacobo Levi Caniso), de origen judeoportugués y contador del marqués de Priego, y de Sebastiana del Valle (de nombre judío Sara Valle). Simón de Barrios abandonó Castilla para escapar la persecución de la Inquisición y se dirigió al reino de Portugal, donde residió en Marialva y también cerca del Chalet-Flor; pero, no sintiéndose tampoco seguro allí, marchó a Argelia.
Desde Argelia su hijo, Miguel de Barrios, pasó a Italia y luego a Niza, donde residió por algún tiempo. En 1660 cruzó el Atlántico con un grupo de judíos que se estableció en Trinidad y Tobago. Allí murió su joven esposa, tras lo que él volvió a Europa. En Bruselas se alistó en el ejército español en Flandes, donde alcanzó el grado de capitán.
En Bruselas escribió su Flor de Apolo, algunos dramas y el Coro de las Musas, donde realizaba panegíricos de notables príncipes europeos. Se propuso escribir una obra sobre el Pentateuco en doce partes, pero los rabinos no dieron permiso para imprimirla; en 1672 se trasladó a Ámsterdam, donde residió hasta su muerte.
Desde 1674 se dedicó a los negocios, la poesía y la historia en lengua española, en el ambiente de libertad existente en las Provincias Unidas de los Países Bajos. En 1676 participó como mantenedor de una academia literaria, la Academia de los Sitibundos, que tenía entre sus jueces a uno de los vecinos más ricos de Ámsterdam, Manuel de Belmonte, conde palatino, agente del rey de España, al doctor Isaac de Rocamora, exdominico, predicador de la emperatriz Mariana de Austria, y a Isaac Gómez de Sosa, poeta imitador de Virgilio. Los aventureros eran Abraham Henriques, Mosseh Rosa, Mosseh Días y Abraham Gómez Silveyra. El lema de la academia era «el alma es fuego del Señor» (Prov., XX, 27).
A principios de 1685 es nombrado mantenedor, junto con su hijo Simón de Barrios, Abraham Gutierres, Mosseh Rosa y Manuel de Lara, de otra academia, la Academia de los Floridos, cuyos 38 miembros se recogen en su Relación de los poetas y escritores españoles de la nación judaica amstelodana. Esta nueva academia fue creada por deseo de Manuel de Belmonte, llamado Isaac Nunes; destacando especialmente su secretario José Penso de la Vega y el fiscal Isaac Orobio de Castro. Todos se consagraban a la literatura y representaban lo más selecto de la sociedad judía de Ámsterdam.
Miguel de Barrios desarrolló la creencia en la vuelta del Mesías para el Año Nuevo judío de 5435 (cristiano de 1675). Fue enterrado en el cementerio de Ámsterdam, al lado de su segunda esposa, Abigail de Pina, hija de Isaac de Pina, con la que se había casado en 1662 y que murió en 1686. Se ha propuesto que el cuadro de Rembrandt La novia judía, de 1668, les representa a ambos.
Entre otras obras escribió Flor de Apolo, que contiene romances, décimas, 62 sonetos y tres comedias (Bruselas, 1663); Contra el la Verdad ningún Fuerca ay (Ámsterdam, 1665-67); un panegírico de Abraham Athias, Jacob Rodrigues Caseres y Rachel Núñez Fernández, que fueron quemados como mártires en Córdoba; Coro de las Musas, en nueve porciones (Bruselas, 1672); La Harmonia del Mundo, (Bruselas, 1670-74); Sol de la Vida, (Bruselas, 1673); Mediar Extremos, Década Primera en Ros Hasana, Amsterdam, 1677; Metros Nobles, Ámsterdam; Triumpho Cesareo en la Descripción Universal de Panonia, y de la Conquista de la Ciudad de Buda, Ámsterdam, 1687); Dios con Nos Otros, (1688); Historia Real de la Gran Bretaña, ib. 1688; Árbol de la Vida con Raíces de la Ley, ib. 1689. Otros Opuscula, con trabajos literarios y biográficos de menor importancia, aparecieron bajo varios títulos en diversos períodos.

## Obras
- Flor de Apolo. Dirigida al Ilustrísimo Señor Don Antonio Fernández de Córdoba... Bruselas, Baltasar Vivien, 1665.
- El Coro de las Musas, dirigido al excelentísimo Señor Don Francisco de Melo, Bruselas, Baltasar Vivien, 1672.
- Palacio de la Sabiduría, Don Sancho y Sobre la victoria de Ameixal (1673).
- Palacio de la Sabiduría, 1674, reedición que incluye las comedias El canto junto al encanto, Pedir favor al contrario y El español en Orán.
- Árbol florido de noche (1680).
- Descripción de Las islas del mar Atlántico y de América (1681), incluido en Piratas de la America y luz à la defensa de las costas de Indias Occidentales... compuesto por J. Esquemeling; traducido de la lengua flamenca en española por el Doctor de Buena-Maison, Impresso en Colonia Agrippina (en casa de Lorenzo Struickman, 1681.
- Triunfo del gobiemo popular y de la antigüedad holandesa (Ámsterdam, s. i., 1683).
- Casa de Jacob, 1684.
- Luna opulenta de Holanda, en nubes que el amor manda... Ámsterdam: s.n., 1680 .
- Estrella de Iacob sobre flores de Lis... Ámsterdam: s.n., 1686.
- Alegrías o Pinturas lucientes de hymeneo... Ámsterdam: s.n., 1686.
- Libre alvedrio y harmonia del cuerpo por disposición del alma Bruselas: en casa de Baltazar Vivien, 1680.
- Historia universal judáica, importante y básico estudio sobre los sefardíes .
- Epistolario, recogido en Sol de la vida, Amberes, Jacob van Velsen, 1679, pp. 52-57, 83, 89 y 91. Metros nobles, Ámsterdam, s. i., 1675, p. 83 y Soledad fúnebre, Bruselas, s. i.,1673, s. p.
- Relación de los poetas y escritores españoles de la nación judáica amstelodana, Ámsterdam, s. i., 1683.
- Bello Monte de Helicona. Dirígelo al ilustrísimo Señor Don Manuel Belmonte..., Bruselas, s. i., 1686.
- Las poesías famosas y Comedias Amberes: en casa de Geronymo y Iuanb. Verdussen impressores y mercaderes de libros, 1674 (En Bruselas: de la imprenta de Baltasar Vivien impressor y mercader de libros...); Amberes: en casa de Henrico y Cornelio Verdussen, 1708, segunda impresión enriquecida con estampas.
- Sol de la vida, Amberes: por Jacob van Velsen, 1679.